# Régis N'Do
Régis N'Do (Bamako, 22 maggio 2001) è un calciatore burkinabé con cittadinanza maliana, attaccante del Leixões in prestito dall'Estrela Amadora.

## Carriera
Il 4 agosto 2022 ha firmato un contratto con i portoghesi dell'Estrela Amadora.

## Statistiche

### Presenze e reti nei club
Statistiche aggiornate al 20 settembre 2023.
| Stagione        | Squadra           | Campionato      | Campionato | Campionato | Coppe nazionali | Coppe nazionali | Coppe nazionali | Coppe continentali | Coppe continentali | Coppe continentali | Altre coppe | Altre coppe | Altre coppe | Totale | Totale | Totale |
| Stagione        | Squadra           | Comp            | Pres       | Reti       | Comp            | Pres            | Reti            | Comp               | Pres               | Reti               | Comp        | Pres        | Reti        | Pres   | Reti   |        |
| --------------- | ----------------- | --------------- | ---------- | ---------- | --------------- | --------------- | --------------- | ------------------ | ------------------ | ------------------ | ----------- | ----------- | ----------- | ------ | ------ | ------ |
| 2019-2020       | Betis B           | TD              | 9          | 0          |                 | -               | -               |                    | -                  | -                  |             | -           | -           | 9      | 0      |        |
| 2020-2021       | Betis B           | PDR             | 8          | 0          |                 | -               | -               |                    | -                  | -                  |             | -           | -           | 8      | 0      |        |
| 2021-2022       | Oliveira Hospital | TL              | 24         | 4          | CP              | 1               | 0               |                    | -                  | -                  |             | -           | -           | 25     | 4      |        |
| 2022-2023       | Estrela Amadora   | SL              | 27+2       | 2+1        | CP+Cdl          | 0+2             | 0+2             |                    | -                  | -                  |             | -           | -           | 31     | 5      |        |
| 2023-2024       | Estrela Amadora   | PL              | 4          | 0          | CP+Cdl          | 0+1             | 0               |                    | -                  | -                  |             | -           | -           | 5      | 1      |        |
| Totale carriera | Totale carriera   | Totale carriera | 74         | 7          |                 | 4               | 2               |                    | -                  | -                  |             | -           | -           | 78     | 9      |        |